# Jiu jitsu brasiliano
Il jiu-jitsu brasiliano (ブラジルの柔術?, Burajiru no jūjutsu), spesso abbreviato nell'acronimo in lingua inglese BJJ (Brazilian jiu-jitsu), è un'arte marziale, uno sport da combattimento e un metodo di difesa personale specializzato nella lotta ed in particolare in quella a terra. Non deve essere confuso con il suo predecessore giapponese jujutsu ma è piuttosto assimilabile alla disciplina del grappling.
La disciplina è nata come appendice del kodokan judo negli anni venti del XX secolo, quando il maestro Mitsuyo Maeda insegnò i fondamentali della lotta a terra (ne-waza) ad allievi come Carlos Gracie e Luis França. Il Brazilian Jiu-Jitsu divenne poi un'arte a sé stante attraverso sperimentazioni, pratica e adattamenti del maestro Hélio Gracie e del fratello Carlos, che trasmisero la loro esperienza alla loro famiglia e ai loro allievi.
La disciplina insegna come suo fondamento che una persona più piccola e debole può difendersi con successo da un assalitore più grande e più forte portando lo scontro al suolo dove utilizzerà appropriate tecniche come leve, chiavi articolari e strangolamenti. L'allenamento nel jiu-jitsu brasiliano viene praticato principalmente con l'abito tradizionale (gi) ma negli ultimi anni si è sviluppato molto anche lo stile senza kimono (no-gi) che è quasi identico allo sport del grappling e più utile per gli atleti di arti marziali miste. La pratica di sparring (comunemente chiamato rolling) e di sessioni di allenamento con confronto con un avversario non collaborativo giocano un ruolo maggiore nell'allenamento, e vengono premiate le prestazioni, soprattutto durante le competizioni, in relazione al progresso attraverso i gradi/cinture.
Sin dal suo principio nel 1914, l'arte ascendente del judo era separata dai sistemi più antichi di jujutsu giapponese da un'importante differenza trasmessa al Brazilian jiu-jitsu: non si tratta solamente di un'arte marziale ma anche di uno sport, un metodo per promuovere lo sviluppo del fisico e del carattere nei giovani, e, infine, una via (Dō) di vita.

## Storia

### Nome
"Jiu-jitsu" è una vecchia e consolidata romanizzazione dell'originale pronuncia del nome dell'arte marziale in Occidente, mentre la moderna traslitterazione col sistema Hepburn è "jūjutsu".
Quando Maeda lasciò il Giappone, il judo era spesso ancora chiamato "Kano jiu-jitsu" o, ancor più genericamente, semplicemente come "jiu-jitsu". Higashi, in quanto coautore del "Kano Jiu-Jitsu" scrisse:
Al di fuori del Giappone, comunque, questa distinzione era anche meno notata. Così, quando Maeda e Satake arrivarono in Brasile nel 1914, ogni giornale annunciava la loro arte come "jiu-jitsu" nonostante entrambi fossero judoka del Kodokan
Solo nel 1925 il governo giapponese ufficialmente dichiarò che il nome corretto per l'arte marziale insegnata nelle scuole pubbliche giapponesi era "judo" e non "jujutsu". In Brasile però, l'arte è ancora chiamata "jiu-jitsu". Quando i Gracie giunsero negli Stati Uniti per diffondere la loro arte, utilizzarono i termini "Brazilian jiu-jitsu" e "Gracie Jiu-Jitsu" per differenziarla dagli stili già presenti con nomi simili.
Il nome di Gracie Jiu-Jitsu (GJJ) è stato registrato da Rorion Gracie, ma dopo una disputa legale con il cugino Carley Gracie il diritto sul marchio è stato invalidato..
Altri membri della famiglia Gracie spesso chiamano il loro stile con nomi personalizzati, come Charles Gracie Jiu-Jitsu o Renzo Gracie Jiu-Jitsu. In maniera simile la Famiglia Machado chiama il suo stile Machado Jiu-Jitsu (MJJ). Sebbene ogni stile e i suoi istruttori abbia degli aspetti unici, si tratta in sostanza di varianti di base del Brazilian jiu-jitsu. Al giorno d'oggi esistono quattro maggiori branche di Jiu-Jitsu dal Brasile: Gracie Humaita, Gracie Barra, Carlson Gracie Jiu-Jitsu e Alliance Jiu Jitsu.
Più recentemente, negli Stati Uniti il nome "jitz" è diventato un termine colloquiale per i non addetti ai lavori.

### Origini

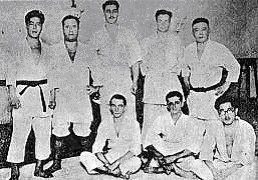
Maeda con i suoi primi allievi brasiliani

Il Jiu Jitsu Brasiliano nacque in Brasile grazie all'arrivo, nei primi anni del secolo, del console giapponese Mitsuyo Maeda, uno dei cinque maggiori esperti nel lotta a terra del jujutsu (ne waza) che Kanō Jigorō, il fondatore del Kodokan judo, inviò oltremare per dimostrare e diffondere la sua arte nel mondo. Da adolescente, Maeda si era allenato inizialmente nel sumo, ma dopo aver appreso dei successi del kodokan nelle sfide fra scuole di jujutsu, decise di apprendere il judo e divenne uno studente del "Kano Jiu Jitsu".. Maeda lasciò il Giappone nel 1904 e visitò un gran numero di paesi dando dimostrazioni di "jiu-do" e accettando sfide provenienti da lottatori, pugili, savateur e praticanti di varie altre arti marziali prima di arrivare in Brasile il 14 novembre 1914. Maeda si dedicò in particolar modo alla lotta a terra, poiché Mataemon Tanabe della scuola di jujutsu della Fusen ryu, anche se la sua abilità nella lotta terra probabilmente derivava da altre scuole di Jiu jitsu che Tanabe frequentava, inizialmente era riuscito a prevalere su alcuni allievi di Kano forzando il combattimento al suolo, mentre l'impostazione del Kodokan voleva focalizzarsi sullo scontro in piedi. Maeda fu così abile a vincere numerosi incontri all'estero contro esponenti di varie discipline, tanto da guadagnarsi l'appellativo di "Conte Koma".
Gastão Gracie era un partner commerciale del cosiddetto American Circus a Belém. Nel 1916, il circo italo-argentino dei fratelli Queirolo organizzò alcuni spettacoli e in uno di essi si esibì Maeda.. Nel 1917, Carlos Gracie, il figlio maggiore di Gastão Gracie, assistette ad una dimostrazione di Maeda al Da Paz Theatre e decise di praticare judo. Maeda accettò Carlos come studente per alcuni anni, e quest'ultimo passò la sua conoscenza ai suoi fratelli. Secondo alcuni racconti apocrifi Gastão Gracie aiutò in maniera non sempre ben precisata Maeda, inviato in missione diplomatica in Brasile, nel suo soggiornare in Brasile, e Maeda per sdebitarsi avrebbe insegnato il judo al figlio Carlos.
All'età di quattordici anni, Hélio Gracie, il più giovane della famiglia Gracie, si trasferì in una casa a Botafogo assieme ai suoi fratelli dove vivevano e insegnavano il ju jitsu giapponese tradizionale. Seguendo delle prescrizioni mediche, Hélio avrebbe speso gli anni immediatamente successivi limitandosi a osservare i suoi fratelli allenarsi ed insegnare, poiché per natura fragile di costituzione. Col tempo, Hélio Gracie gradualmente sviluppò il Gracie Jiu Jitsu come un adattamento più morbido e pragmatico del judo, poiché egli era incapace di eseguire molti movimenti che richiedevano di opporsi alla forza dell'avversario direttamente. Lungo gli anni Hélio Gracie sviluppò un sistema che si focalizzava sul combattimento a terra, in opposizione al judo che enfatizzava le tecniche di proiezione.
Anni più tardi Hélio Gracie sfidò il leggendario judoka Masahiko Kimura. Nel suo libro "Il mio Judo", Kimura racconta che ritenne Hélio un 6° dan di judo al tempo del suo incontro con lui nel 1951 see extract. Tuttavia, non c'è alcuna registrazione del Kodokan attestante un qualsiasi grado nel judo assegnato ad Hélio Gracie, tuttavia non è insolito per un judoka straniero avere un rango attuale più alto di quello ufficialmente riconosciuto e attestato dal Kodokan, poiché i gradi del Kodokan sono mantenuti in maniera indipendente e richiedono requisiti più stretti.
Sebbene il Jiu-Jitsu brasiliano sia largamente identificato con la famiglia Gracie, esiste un altro prominente ramo derivato da Maeda tramite un altro allievo brasiliano, Luis França. Questa scuola è stata rappresentata in maniera particolare da Oswaldo Fadda. Fadda e i suoi allievi erano famosi per l'uso influente di leve ai piedi e attualmente la scuola sopravvive attraverso i collegamenti di Fadda con squadre come la Nova União o il Grappling Fight Team.

### Sviluppo
Hélio Gracie partecipò a numerose competizioni basate sulla sottomissione dalle quali spesso uscì vincitore. Una sconfitta (in Brasile nel 1951) fu ottenuta quando il judoka giapponese Masahiko Kimura venne sfidato da Gracie; la risonanza di questa sconfitta fu tale che il suo cognome venne utilizzato dai Gracie e dai loro allievi per indicare la chiave al braccio con cui egli sconfisse Hélio, la kimura. La famiglia Gracie continuò a sviluppare il sistema attraverso il XX secolo, spesso combattendo in scontri a contatto pieno dei tornei vale tudo, precursori delle odierne arti marziali miste. Durante questi anni venne incrementata la focalizzazione sul combattimento al suolo e vennero raffinate le tecniche.
Il BJJ permette tutte le tecniche che il judo ammette per portare il combattimento al suolo, sotto forma di proiezioni e lanci. Il BJJ ammette anche tutte le tecniche di wrestling, sambo o qualsiasi altra arte lottatoria; inclusi tentativi diretti di proiettare afferrando le gambe. Il BJJ si differenzia dal judo poiché consente ad un atleta di trascinare l'avversario al suolo e anche di auto-scagliarvisi, a patto di avere una presa. Il Kodokan judo prevede competizioni con regole simili, dette kosen (abbreviazione di Kōtō senmon gakkō), inizialmente indirizzato a studenti dai 15 ai 20 anni in quanto era considerato più sicuro, che permette ad un atleta di portare il combattimento al suolo in qualsiasi modo e di continuarlo senza interruzioni. Per questa similitudine con il Jiu jitsu brasiliano il kosen judo ha avuto negli ultimi anni un certo rinnovamento di interesse.
Da quando il judo venne introdotto in Brasile, esso subì diverse modifiche nel regolamento - alcune per aumentarne lo spettacolo, altre per migliorare la sicurezza. Molte di queste regole hanno notevolmente de-enfatizzato gli aspetti di lotta a terra del judo, mentre altri hanno ridotto il raggio di leve e chiavi articolari consentite o quando possono essere applicate.
Il jujitsu brasiliano non seguì mai questi cambiamenti regolamentari, dando origine ad una divergenza che è poi sfociata in una distinta identità come arte e disciplina, sebbene ancora riconoscibile come legata al judo. Altri fattori che hanno contribuito verso la divergenza stilistica del BJJ dal judo sportivo includono il desiderio dei Gracie di creare un'arte marziale nazionale che influenzasse la cultura brasiliana e l'enfasi della famiglia sul combattimento a contatto pieno.
Al giorno d'oggi, la principale differenza fra gli stili di jujutsu brasiliano è fra il tradizionale Gracie Jiu-Jitsu, che pone maggiore enfasi sulla difesa personale, e l'orientamento del BJJ sportivo verso le competizioni. C'è una larga comunanza di tecniche fra i due. Inoltre, c'è molta varietà di ideali nell'allenamento delle differenti scuole in termini di utilizzo di tecniche di controllo o finalizzazione, di maggiore fisicità o maggiore tecnicismo. Le differenze regolamentari sviluppate in confronto al judo e il meccanismo per segnare i punti sono ideati per dare al BJJ un'enfasi più pratica premiando le posizioni di controllo dalle quali il lottatore potrebbe in teoria colpire l'avversario in un vero combattimento.

## Prominenza
Negli anni '80 del XX secolo esponenti di spicco della famiglia Gracie emigrarono negli USA dove organizzarono dei tornei interstile, nei quali sfidarono i combattenti di altri sistemi.
Questo tipo di combattimenti quasi privo di regole era diffuso in Brasile col nome vale tudo (in brasiliano "vale tutto") e sul modello del programma televisivo che veicolava queste sfide, nacque il famosissimo Ultimate Fighting Championship tenutosi per la prima volta nel 1993. Grazie a questo evento fu mostrata al mondo l'efficacia del jiu jitsu brasiliano: nonostante all'epoca i pronostici davano per favorite le discipline che fanno uso di percussioni (boxe, kickboxing, ecc.), Royce Gracie, chiamato a rappresentare lo stile di jiu jitsu creato dal padre Helio, contro ogni pronostico riuscì a battere tutti i combattenti del torneo, compresi quelli più forti fisicamente e di gran lunga più pesanti.
La grande celebrità innescata dalla forza dei mass-media americani rese dunque il BJJ uno sport famoso in tutto il mondo e da quell'epoca il suo diffondersi è aumentato in maniera esponenziale.
Oggi il movimento internazionale del BJJ è infatti in costante crescita, sia come sport in sé (dove le percussioni sono vietate) sia come elemento fondamentale della preparazione dei combattenti di MMA (Mixed Martial Arts), sport di massimo contatto derivato dagli originari Vale tudo brasiliani che hanno raggiunto la massima fama nei campionati come UFC, Pride, ecc.
Tra i più forti atleti che praticano il Jiu Jitsu brasiliano, si ricorda Leandro Lo.

## Stili derivati

### 10th Planet Jiu-Jitsu
Il 10th Planet Jiu-Jitsu è uno stile di Brazilian Jiu-Jitsu fondato dalla cintura nera Edgar Bravo, detto Eddie.
Dopo che ebbe ricevuto la sua cintura nera nel 2003 sotto Jean Jacques Machado, Bravo aprì la sua prima scuola di 10th Planet a Los Angeles.
Bravo aprì la scuola per implementare più tecniche possibili di Brazilian Jiu-Jitsu nelle MMA, dato che avendo lavorato per l'UFC, sentiva che i praticanti di Jiu-Jitsu non stessero vincendo quanto dovevano, per via del loro allenamento con il gi, non usato negli incontri.
Il sistema di Bravo rimuove l'utilizzo del Gi, portando gli studenti a focalizzarsi solo sull'usare le sottomissioni per vincere piuttosto che sul guadagnarsi punti.

### Guerrilla Jiu-Jitsu
Il Guerrilla Jiu-Jitsu è uno stile ibrido di Brazilian Jiu-Jitsu fondato dal Judoka Dave Camarillo nel 2006.
Camarillo proviene da una lunga generazione di praticanti di Judo, e dopo un infortunio durante un allenamento del medesimo, decise di iniziare a praticare Brazilian Jiu-Jitsu, ottenendo la sua cintura nera sotto Ralph Gracie dopo 6 anni.
Il sistema di Camarillo è un misto di tecniche di grappling prese dal Judo, dal Brazilian Jiu-Jitsu e dalla lotta. È uno stile considerato molto aggressivo, che si focalizza sulle sottomissioni quanto sulle posizioni.

## Stile di combattimento
Partendo dalla premessa che gran parte del vantaggio di un avversario più grande e forte deriva dalla sua mole e dai suoi potenti colpi, fattori entrambi mitigati nella lotta al suolo, il Brazilian jiu-jitsu pone enfasi nel portare il combattimento a terra per poter utilizzare tecniche di controllo e di sottomissione, comprese leve articolari e strangolamenti.
Un modo più preciso di descrivere ciò sarebbe dire che al suolo, la forza può essere neutralizzata o potenziata da un lottatore esperto che conosce come massimizzarla utilizzando la forza meccanica invece che la pura fisicità. Il BJJ permette una larga varietà di tecniche per portare il combattimento al suolo dopo aver effettuato una presa. Mentre altri sport da combattimento, come il judo o il wrestling, di solito usano una proiezione per portare l'avversario a terra, nel BJJ un'opzione è di "chiamare la guardia", cioè afferrare l'avversario e poi sedersi direttamente a terra o saltare cingendo le gambe attorno al tronco dell'altro atleta.
Una volta a terra, un numero di manovre (e contromosse) sono disponibili per manipolare l'avversario in una posizione adatta all'applicazione di tecniche di sottomissione. Posizioni prettamente difensive come la guardia possono essere utilizzate anche per condurre un gioco offensivo e attaccare l'avversario.
Renzo Gracie scrisse nel suo libro Mastering Jiu-jitsu:
Il libro riassume nel dettaglio la teoria di Maeda riguardo al fatto che il combattimento fisico può essere spezzato in fasi distinte, come la fase di scambio di colpi, quella lottatoria, quella al suolo, ecc. Così, l'obiettivo del combattente intelligente era di mantenere il combattimento nella fase per cui si adattano meglio le proprie capacità. Renzo Gracie notò che ciò fu di fondamentale influenza nell'approccio dei Gracie al combattimento, queste strategie furono ulteriormente sviluppate nel tempo dai Gracie e da altri, divenendo prominente nelle MMA contemporanee.

## Le cinture
Come avviene nel judo e nel karate, anche nel Jiu Jitsu Brasiliano è prassi contraddistinguere i progressi dei praticanti assegnando loro cinture colorate.

## Le organizzazioni e i campionati

### Internazionali
Le più importanti organizzazioni internazionali che si occupano dello sviluppo e della diffusione del jiu-jitsu brasiliano sono la IBJJF e la UAEJJF.
La IBJJF, International Brazilian Jiu Jitsu Federation, è stata la prima organizzazione ad organizzare gare internazionali di Brazilian jiu-jitsu ed è indubbiamente la più prestigiosa organizzazione internazionale. Organizza numerosi tornei in tutto il mondo che hanno un grande successo ma non ha interesse ad ottenere il riconoscimento delle autorità sportive internazionali (GAISF e CIO).
La UAEJJF è la Federazione di Jiu-Jitsu degli Emirati Arabi che si occupa dello sviluppo del Brazilian Jiu-Jitsu sia a livello sportivo-federale che a livello professionistico. Entrando a far parte della JJIF (Ju-Jitsu International Federation, Federazione riconosciuta dal GAISF), la Federazione UAEJJF ha cambiato il vecchio regolamento di Ne-Waza con quello del Jiu-Jitsu Brasiliano. Sin dal 2008 la UAEJJF organizza periodicamente tornei professionistici di Jiu-Jitsu a carattere nazionale, continentale e mondiale: tra questi il World Professional Jiu-Jitsu Cup, tenutosi annualmente ad Abu Dhabi.
Sebbene siano ufficialmente riconosciuti come competizioni di submission grappling, i tornei ADCC, organizzati dall'Abu Dhabi Combat Club, vedono la frequente partecipazione di atleti di Brazilian jiu-jitsu. Il più decorato atleta del torneo di Abu Dhabi è Marcelo Garcia, vincitore di 4 tornei ADCC e di un gran numero di campionati mondiali e brasiliani IBJJF.

### In Italia
Dal 2012 la Federazione Italiana Grappling MMA (FIGMMA) ha gestito lo sport del Brazilian Jiu-Jitsu organizzando ogni anno il Campionato Italiano e la Coppa Italia di Brazilian jiu-jitsu. Nel 2022 il settore Brazilian jiu-jitsu della FIGMMA è diventato BJJ ITALIA, settore dell'Ente CONI ASC che promuove lo sport del Brazilian jiu-jitsu e seleziona le Squadre Nazionali Gi, No-Gi e Kids che partecipano ai Campionati Europei della IBJJF.